# Graphium procles
Graphium procles är en fjärilsart som först beskrevs av Grose-smith 1887.  Graphium procles ingår i släktet Graphium och familjen riddarfjärilar. IUCN kategoriserar arten globalt som sårbar. Inga underarter finns listade i Catalogue of Life.

## Bildgalleri

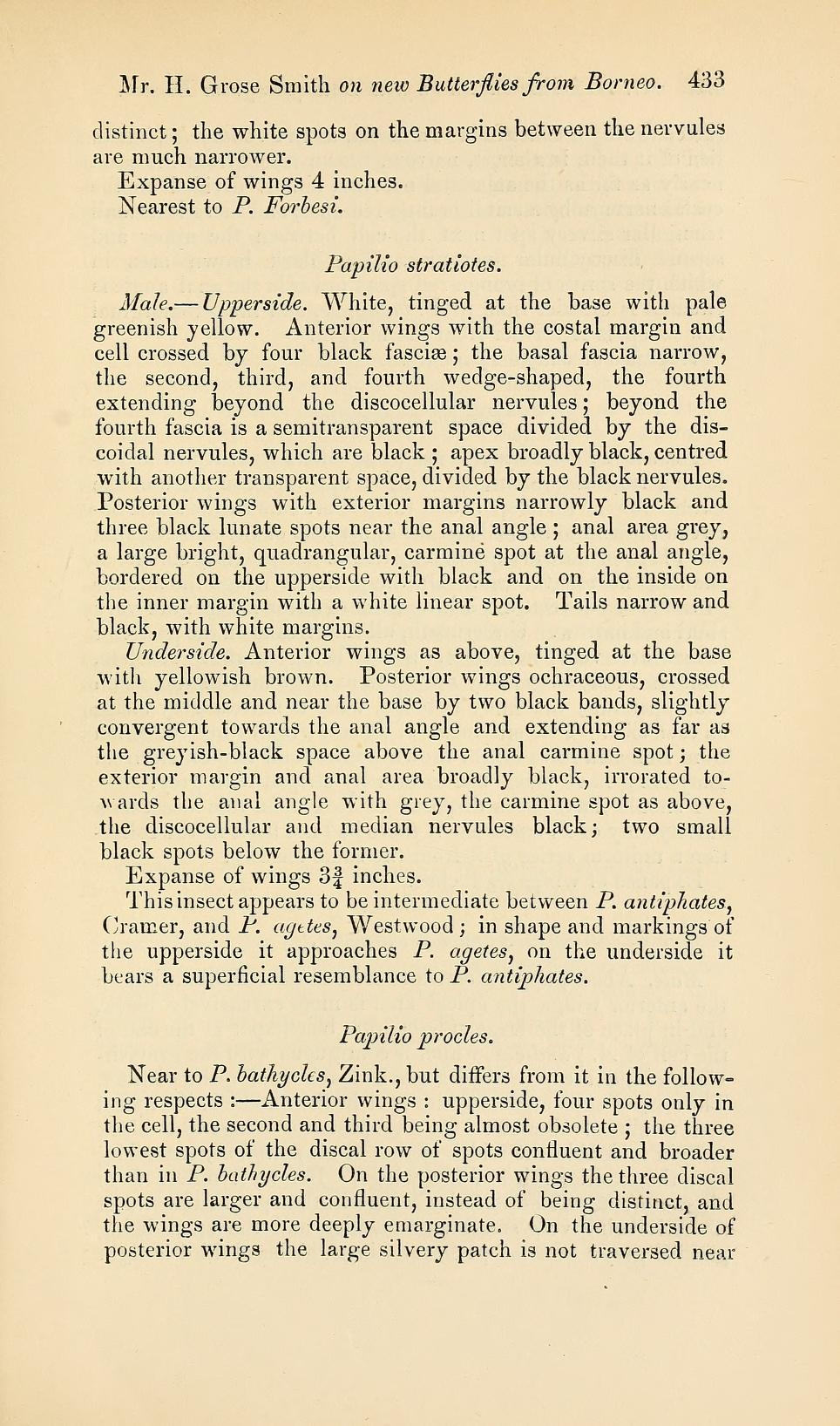
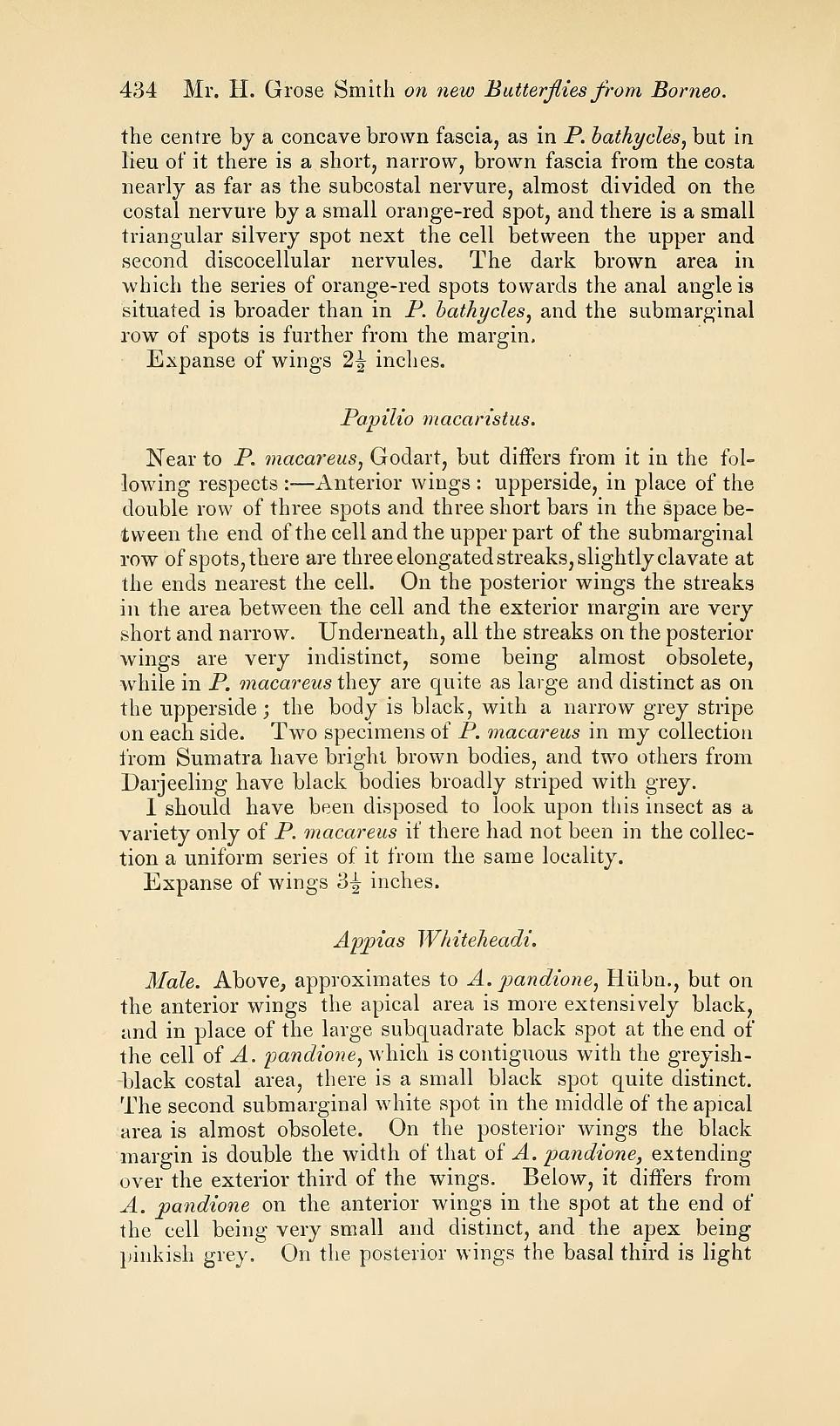
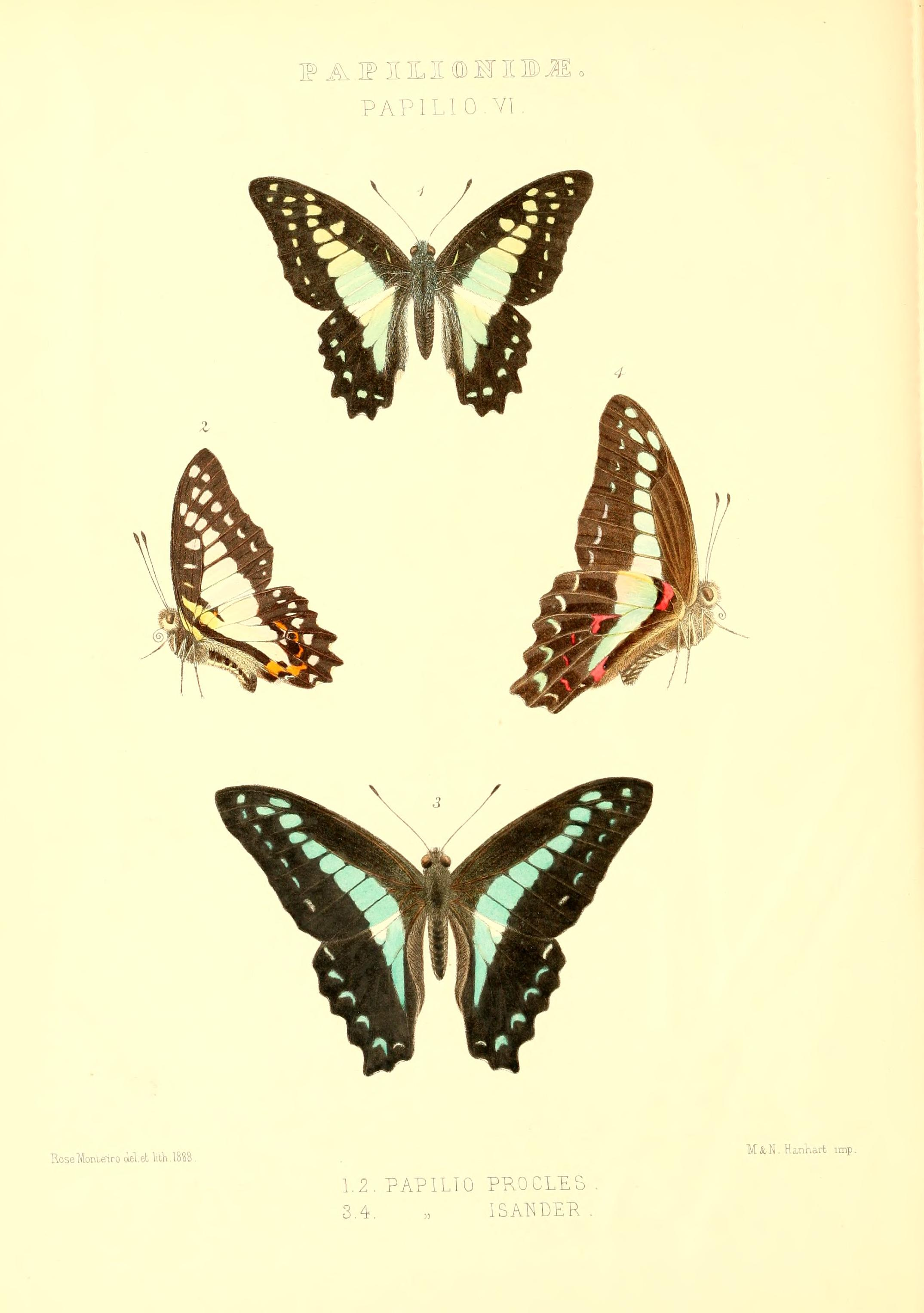